# Raúl Agüero
Raúl Agüero (San Miguel de Tucumán, 10 de agosto de 1952-3 de mayo de 2017) fue un futbolista argentino que militó en varios equipos de su país donde ocupó la posición de delantero; también vistió la casaca de la selección argentina.

## Carrera
Debutó en Atlético Tucumán en 1974; sus buenas actuaciones en los torneos Nacionales lo pusieron en vista del fútbol de todo el país; fue fichado por Rosario Central en 1976.
En el canalla disputó 66 partidos y marcó 6 goles, faltando a pocos partidos desde su debut en el Nacional, bajo la conducción técnica de Alfio Basile, hasta fines de 1977, con el comando de Carlos Timoteo Griguol.
Continuó su carrera en Colón durante las siguientes tres temporadas; en 1981 tuvo un primer paso por el fútbol ecuatoriano, al sumarse a Emelec, aunque finalizó el año jugando nuevamente en Argentina, vistiendo la casaca de Huracán.
Al año siguiente fichó por el otro grande tucumano, San Martín. En 1983 retornó a Ecuador para jugar por América de Quito. Tuvo un último paso por el fútbol profesional al defender los colores de Central Norte de Salta en el Campeonato Nacional B 1986-87.

## Selección argentina
Vistió la casaca albiceleste en dos encuentros amistosos ante Perú, por los que ganó la Copa Mariscal Ramón Castilla de 1976. Fue convocado por César Menotti para estos cotejos, en los cuales ingresó desde el banco en el primero, remplazando a José Luis Saldaño en el Estadio Nacional del Perú, mientras que fue titular en la revancha, siendo sustituido por el propio Saldaño.

### Detalle de partidos
| Instancia         | Fecha    | Rival | Estadio                         | Resultado |
| ----------------- | -------- | ----- | ------------------------------- | --------- |
| Partido de ida    | 28-10-76 | Perú  | Nacional de Lima                | 3-1       |
| Partido de vuelta | 10-11-76 | Perú  | José Amalfitani de Buenos Aires | 1-0       |

## Clubes
| Club                   | País      | Año       |
| ---------------------- | --------- | --------- |
| Atlético Tucumán       | Argentina | 1974-1975 |
| Rosario Central        | Argentina | 1976-1977 |
| Colón                  | Argentina | 1978-1980 |
| CS Emelec              | Ecuador   | 1981      |
| Huracán                | Argentina | 1981      |
| San Martín de Tucumán  | Argentina | 1982      |
| América de Quito       | Ecuador   | 1983      |
| Central Norte de Salta | Argentina | 1986-1987 |

## Palmarés
| Equipo    | Título                       | Año  |
| --------- | ---------------------------- | ---- |
| Argentina | Copa Mariscal Ramón Castilla | 1976 |